# Columbiade

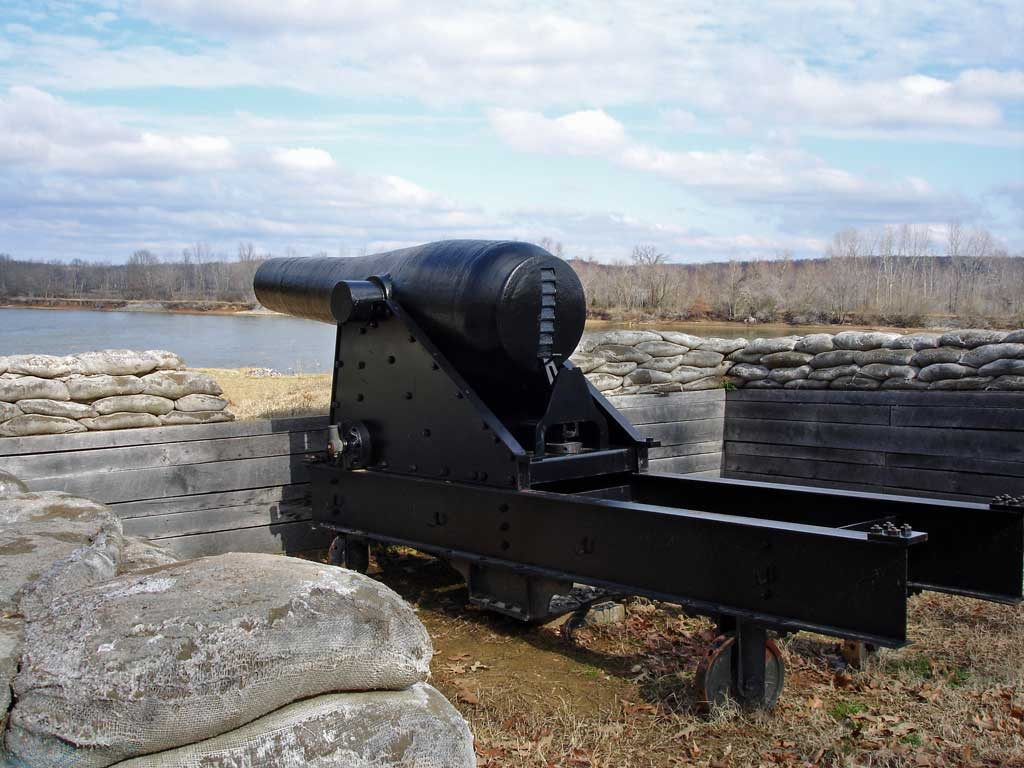
Una columbiade confederata da 10 pollici a Fort Donelson National Battlefield

La columbiade è un cannone di grosso calibro con canna non rigata ad avancarica, in grado di sparare proiettili pesanti con traiettorie sia alte che basse. Questa caratteristica gli consentiva di sparare proiettili costituiti da un unico blocco o granate a lungo raggio, rendendola un'ottima arma di difesa della costa nella prima metà del XIX secolo. Inventata dal colonnello George Bomford, United States Army, nel 1811, la columbiade entrò in uso in artiglieria costiera dalla Guerra del 1812 fino ai primi anni del XX secolo, in prevalenza dalle forze armate degli Stati Uniti d'America. Alcuni considerano la columbiade base d'ispirazione di cannoni più moderni a granate, sviluppati dal francese Henri-Joseph Paixhans.

## Storia
Le prime columbiadi prodotte nel 1811 avevano un diametro interno di 19 centimetri, e sparavano proiettili da 22 chili. L'esercito non adottò subito le columbiadi su larga scala a causa dell'alto costo di fabbricazione. Solo dopo il 1844 furono prodotti in massa un modello da 203 mm ed uno da 254 mm. Quello da 203 mm poteva sparare proiettili da 30 chili fino ad oltre 4 km; questo modello pesava 4 tonnellate. Le columbiadi da dieci pollici (254 mm) pesavano 7 tonnellate e sparavano granate da 60 chili a 4-5 chilometri. Queste armi in ghisa venivano solitamente montate su strutture delle coste progettate per rinculare su binari leggermente pendenti o su fasci di legna. Le columbiadi potevano ruotare sia a destra che a sinistra, o percorrere binari trasversali. In molti casi l'angolo di libertà era inferiore a 180 gradi, ma alcune batterie permettevano una rotazione di 360 gradi.
Poco prima della Guerra di secessione americana, l'ufficiale Thomas Jackson Rodman sviluppò una versione migliorata della columbiade, che divenne famosa con il suo nome. Per la precisione la "Rodman" fu progettata per ridurre il rischio di rotture ed altre debolezze delle grandi armi in ghisa. Garantiva il raffreddamento anche dalla parte interna. Il funzionamento della "Rodman" permetteva anche la costruzione di columbiadi più grandi.
Tra l 1858 e la fine della guerra civile, le fonderie dei nordisti produssero columbiadi da otto pollici (203 mm), dieci pollici (254 mm), quindici pollici (381 mm) e venti pollici in stile "Rodman". Le columbiadi da 15 pollici (381 mm) pesavano oltre 25 tonnellate e sparavano proiettili da 180 chili fino a 4,5 chilometri. Quella da venti pollici pesava oltre 60 tonnellate, ed aveva una gittata di 8 chilometri. Ne furono costruiti pochi esemplari dei modelli più grandi.
Anche gli Stati Confederati usarono le columbiadi. I Confederati produssero pochi esemplari da otto e dieci pollici senza lo stile Rodman. Rigarono anche alcune delle canne nel tentativo di migliorarne la pérformance. 
Dopo la guerra civile molte columbiadi furono lasciate al loro posto sulle coste. Nel 1870 molte di loro furono rigate e provate contro le moderne navi rivestite in acciaio, con scarsi risultati. Senza fondi, l'esercito americano continuò ad utilizzare le columbiadi fino al termine della Guerra ispano-americana, quando i moderni cannoni a retrocarica presero il sopravvento. Oggi molte columbiadi sono esposte nei parchi federali e nazionali.

## Nei media

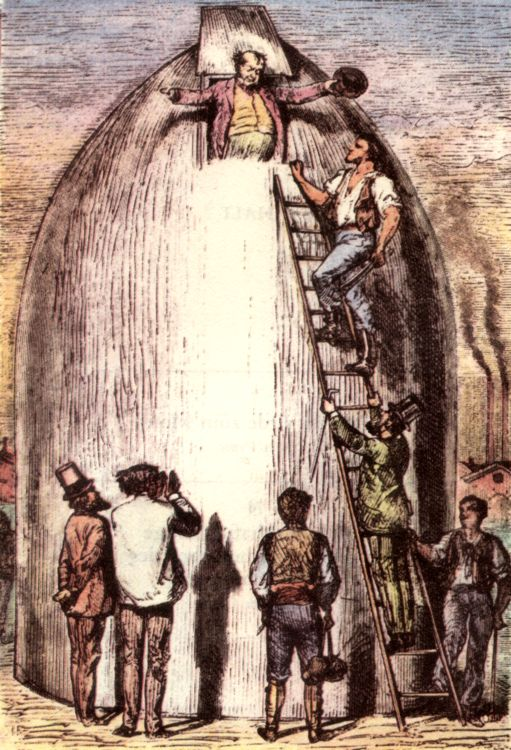
Il proiettile

Nel romanzo di Jules Verne intitolato Dalla Terra alla Luna, una columbiade gigante viene costruita a Tampa, in Florida, dopo la Guerra di secessione americana, con l'obbiettivo di colpire la luna. Nonostante il cannone fosse originariamente stato costruito con l'obbiettivo di sparare una palla di alluminio, un proiettile a forma di pallottola fu in seguito creato con lo scopo di trasportare persone.
Questa columbiade immaginaria era fatta in ghisa spessa 2 metri, lunga 274 metri, e con un foro del diametro di 3 metri. Pesava oltre 61 700 tonnellate ed era inserita nel suolo, dov'era stata direttamente colata, piuttosto che essere montata su binari. Il cannone veniva poi caricato con 180 tonnellate di cotone collodio (nitrocellulosa) per dare al proiettile una velocità di fuga sufficiente per lasciare l'atmosfera terrestre e raggiungere la luna.
Una versione molto più piccola è stata ricostruita nella versione francese di Space Mountain a Disneyland Resort Paris.